# Spelaeogriphus lepidops
Spelaeogriphus lepidops is een kreeftachtigensoort uit de familie van de Spelaeogriphidae. De wetenschappelijke naam van de soort is voor het eerst geldig gepubliceerd in 1958 door Gordon.